# William Yeh
William Yeh ist ein US-amerikanischer Filmeditor.
Seine Laufbahn begann er Mitte der 1990er als Schnittassistent. Sein Schaffen als eigenständiger Editor beläuft sich auf über 30 Produktionen.

## Filmografie
- 1999: Graham’s Diner
- 2000: Talk to Taka (Kurzfilm)
- 2001: Wanderlust
- 2002: Equilibrium
- 2005: Dominion: Exorzist – Der Anfang des Bösen (Dominion: Prequel to the Exorcist)
- 2006: Ultraviolet
- 2008: Hell Ride
- 2008: Shuttle – Endstation Alptraum! (Shuttle)
- 2008: Punisher: War Zone
- 2011: Quarantäne 2: Terminal (Quarantine 2: Terminal)
- 2011: Seconds Apart
- 2011: Husk – Erntezeit! (Husk)
- 2012: Transit – Der Tod fährt mit (Transit)
- 2012: The Philly Kid – Never Back Down (The Philly Kid)
- 2013: G.I. Joe: Cobra Recruitment (Kurzfilm)
- 2013: Geography Club
- 2013: Dark Circles
- 2013: The Philosophers – Wer überlebt? (After the Dark)
- 2013: Mortal Kombat (Webserie, 10 Folgen)
- 2013: The Hunted
- 2014: Catch (Kurzfilm)
- 2014: Mercy – Der Teufel kennt keine Gnade (Mercy)
- 2014: Ride – Wenn Spaß in Wellen kommt (Ride)
- 2015: South of Hell (Fernsehserie, 4 Folgen)
- 2015–2017: Code Black (Fernsehserie, 7 Folgen)
- 2016: Viral
- 2016: The Death of Eva Sofia Valdez (Fernsehfilm)
- 2016–2017: Shooter (Fernsehserie, 3 Folgen)
- 2017–2019: Marvel’s The Punisher (Fernsehserie, 10 Folgen)
- 2018: Marvel’s Cloak & Dagger (Fernsehserie, 3 Folgen)
- 2019: Raising Dion (Fernsehserie, 1 Folge)
- 2019: Are You Afraid of the Dark? (Fernsehserie, 2 Folgen)
- 2021: Nobody
- 2024: Lift